# Germania Bank Building (Nueva York)
El Germania Bank Building es un edificio histórico en 190 Bowery, en la esquina noroeste de la intersección con Spring Street en Nolita, Manhattan, Ciudad de Nueva York. Fue el tercer edificio del Germania Bank, que se fundó en la ciudad de Nueva York en 1869. El edificio fue diseñado en estilo neorrenacentista o Beaux Arts por Robert Maynicke y fue construido entre 1898 y 1899. Actualmente una residencia privada, se convirtió en un hito designado de la ciudad de Nueva York el 29 de marzo de 2005.

## Descripción
El edificio tiene seis pisos, construido de ladrillo sostenido por vigas de acero sobre un sótano de concreto. Las fachadas de Bowery y Spring Street están revestidas con granito de Maine, con los espacios públicos originales contenidos en una base rústica con ventanas grandes y profundas coronadas por arcos redondeados. Por encima de esto, las fachadas consisten en mampostería con bandas con tres tramos idénticos de ventanas emparejadas que dan al Bowery y seis que dan a Spring Street. Los pisos tercero, cuarto y quinto tienen pilares salientes y enjutas con paneles entre las ventanas; las ventanas del sexto piso tienen arcos de medio punto. Una cornisa con modillones corre sobre el primer piso y una cornisa más pesada decorada con filetes, ovolos y molduras cyma sobre el quinto. En la línea del techo hay un parapeto de cobre, al estilo de una sima clásica, que presenta himnos, rosetones y olas y se habría notado incluso desde los trenes elevados.
La entrada principal se encuentra en una bahía de esquina en ángulo y consta de un pórtico saliente con escalones de piedra azul, mientras que una segunda entrada en un pórtico que da al Bowery está al nivel de la calle. Ambos pórticos tienen columnas toscanas independientes y elaboradas puertas de hierro forjado; la entrada principal también tiene pilastras paneladas a ambos lados y está rematada por un travesaño arqueado.
Las otras dos fachadas son de ladrillo, al igual que los parapetos de la cubierta. El lado norte tiene ventanas protegidas por contraventanas de acero. Las ventanas de guillotina originales estaban en su lugar en 2005 pero los travesaños de la entrada principal y las ventanas de la planta baja estaban bloqueados con paneles acrílicos. Los cambios interiores incluyen la modificación de la sala bancaria en 1922, la adición de más escaleras en 1924, protección contra incendios adicional en la década de 1960 para acomodar el almacenamiento de registros en los pisos superiores, y modificaciones posteriores para uso residencial, incluida la creación de una pelota de baloncesto. Juzgado en el antiguo pabellón bancario.

## Historia
Durante las décadas medias del siglo XIX, el creciente número de inmigrantes alemanes en Nueva York llevó al desarrollo de un barrio llamado Kleindeutschland o Little Germany, que se convirtió en el centro germanoamericano más importante de Estados Unidos. Tenía un centro comercial en el Bowery al norte de Division Street. El Germania Bank de la ciudad de Nueva York fue establecido por empresarios locales en 1869 en un local alquilado en 185 Bowery; su primer presidente fue Christian Schwarzwaelder, dueño de una tienda de muebles en East Broadway, y el vicepresidente, Joseph Kuntz, era dueño de una cervecería en Houston Street y vivía en Bowery.
En 1878, el Germania Bank se trasladó a un edificio tipo loft comprado en 215 Bowery; a principios de la década de 1890 se expandió al 217 Bowery de al lado. Para adaptarse al crecimiento continuo, en diciembre de 1896 el banco compró tres lotes en la esquina noroeste de Bowery y Spring Street. Los planes para un nuevo edificio independiente ya prueba de fuego se presentaron el 3 de enero de 1898; Fue diseñado por el arquitecto de origen alemán Robert Maynicke y se considera una de sus principales obras. La constructora de Marc Eidlitz, un estadounidense de ascendencia alemana, lo construyó a un costo de alrededor de 200 000. La construcción comenzó el 4 de febrero de 1898 y se certificó como completa el 21 de enero de 1899. El banco ya se había abierto a la inspección pública el 28 de diciembre de 1898 y a los negocios el 3 de enero de 1899, el primer aniversario de la presentación de los planos.
El presidente del Germania Bank en ese momento era Edward C. Schaefer. El edificio originalmente contenía una sala de banca pública en el primer piso, bóvedas de seguridad en el sótano y espacios de oficinas, incluida la oficina del presidente y la sala de reuniones de la Junta Directiva. En 1900, el banco publicó un panfleto promocional enfatizando la seguridad de las bóvedas.
El Germania Bank cambió su nombre a Commonwealth Bank a principios de 1918, probablemente como resultado del creciente sentimiento antialemán durante la Primera Guerra Mundial. A mediados de la década de 1920, Bowery era la ubicación de varios bancos, siendo el Commonwealth Bank uno de los cinco entre las calles Division y Houston. A partir de 1923 con la apertura de una sucursal en Lexington Avenue, Commonwealth se expandió a otras partes de Manhattan y al Bronx y Brooklyn. Luego fue adquirida en 1927 por Manufacturers Trust Company, que se convirtió en Manufacturers Hanover Trust Company tras una fusión de 1961.
Fabricantes Hanover operó 190 Bowery como sucursal bancaria hasta mediados de la década de 1960. En 1966, vendió el edificio a Jay Maisel, un fotógrafo comercial, quien lo compró con el nombre de Archival, Inc. Maisel mantuvo su residencia, estudio y galería allí, se casó allí en 1989, y entre 1966 y 1968 alquiló el segundo y cuarto piso a los artistas Adolph Gottlieb y Roy Lichtenstein, respectivamente. Se pensaba que el edificio, conocido localmente como "El Banco", estaba abandonado. El mantenimiento del edificio cuesta 300 000 dólares al año, incluida la calefacción y los impuestos. En agosto de 2014, se puso a la venta silenciosamente; el 5 de febrero de 2015, fue vendido a Aby Rosen. Una película de 2019 de Stephen Wilkes, Jay Myself, documenta la mudanza de Maisel del edificio después de 49 años.